# La Pineda (Riells del Fai)
La Pineda és una de les masies històriques del poble de Riells del Fai, en el terme municipal de Bigues i Riells, al Vallès Oriental.
Està situada al nord-oest del terme i del poble la qual pertany, que és molt a prop. Està situada a l'esquerra del Tenes, i a llevant de la Font de la Pineda. També és al sud de la Madella, i a prop i al nord-oest de Can Jaume. Aquesta masia domina el sector meridional de la Vall de Sant Miquel, bona part de les terres de la qual li pertanyien, com testimonien els noms de les Vinyes de la Pineda, les Costes de la Pineda o el Bosc de la Pineda. Una altra de les seves possessions és el paratge de la Penyora, al sud-oest de la masia. També formen part de les seves possessions la Font de la Pineda i la masia que duu el mateix nom que la font, actualment convertida en restaurant. La Pineda és una d'aquelles masies que disposen de capella pròpia, cosa que parla clarament de la seva importància en temps no gaire llunyans.

## Font de la Pineda

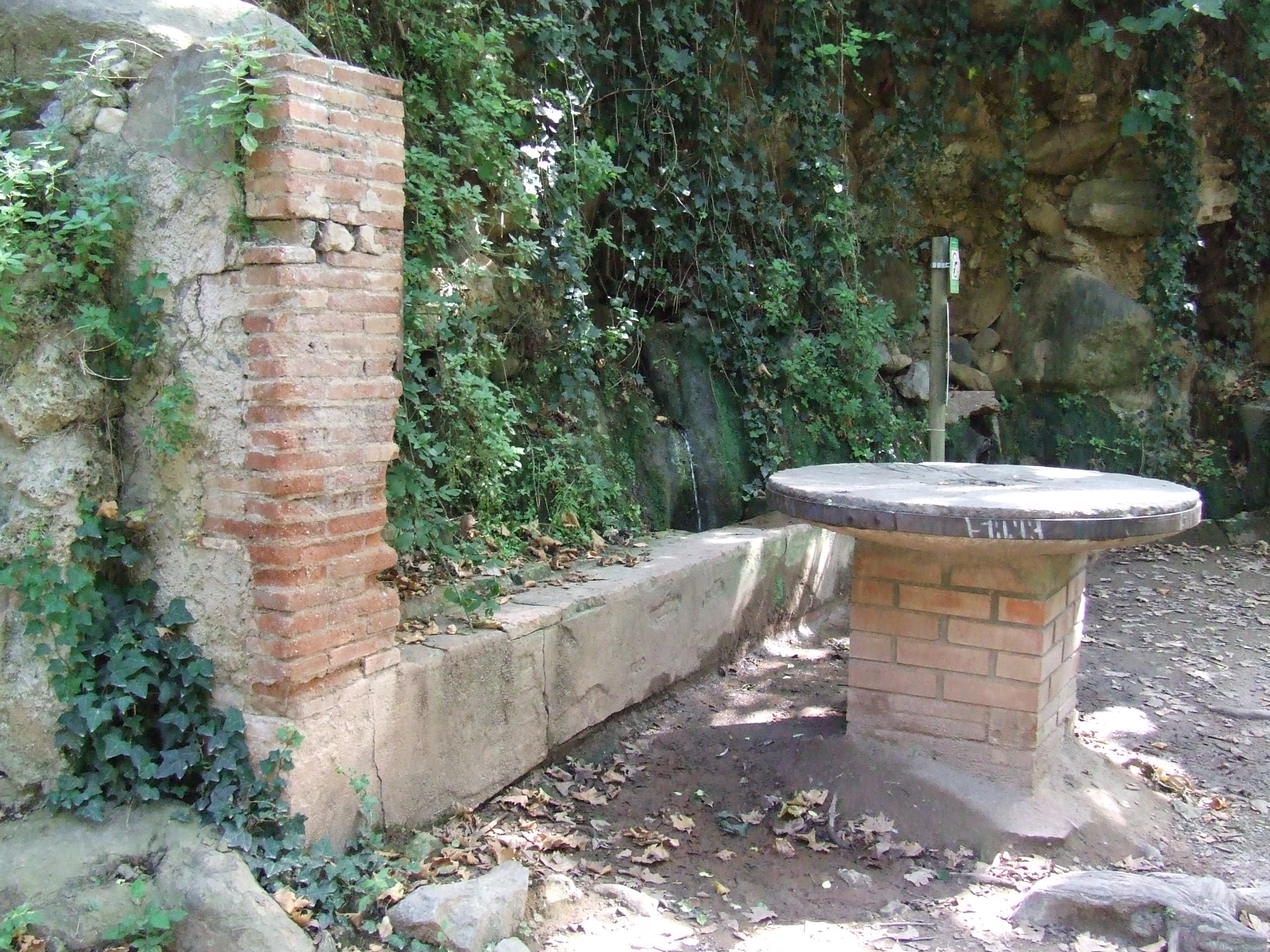
La Font de la Pineda, des de ponent

La Font de la Pineda és una font situada a 278 m d'altitud, a sota i al costat de ponent de la masia, ara restaurant, de la Font de la Pineda. És a l'esquerra del Tenes, molt a prop del curs d'aigua. Presideix l'indret, habilitat per a berenades col·lectives, un enorme plataner, considerat arbre monumental.